# Novodereviànkovski
Novodereviànkovski - Новодеревянковский (rus) és un possiólok del krai de Krasnodar, a Rússia. Es troba a la vora dreta del riu Iàsseni, a la península de Ieisk. És a 35 km al sud-est de Ieisk i a 156 km al nord-oest de Krasnodar.
Pertany al possiólok d'Oktiabrski.